# Gintarė Skaistė

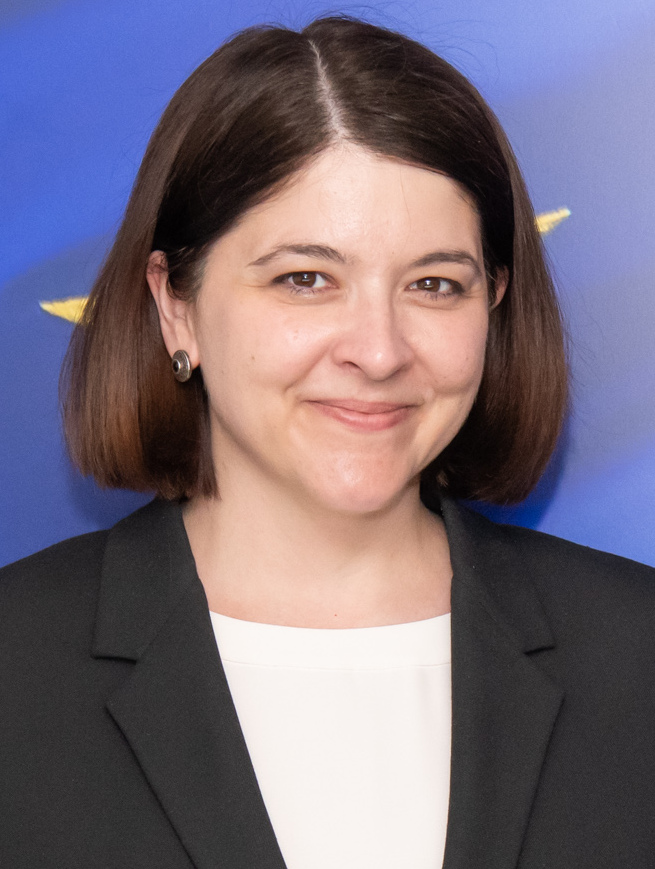
Gintarė Skaistė (2023)

Gintarė Skaistė (geb. Šimonytė; *  4. August 1981 in Kaunas) ist eine litauische konservative Politikerin, seit November 2016 Mitglied des Seimas. Von 2020 bis 2024 war sie Finanzministerin,  Juni 2024 kommissarische Ministerin für Bildung, Wissenschaft und Sport sowie Ministerin für Sozialschutz und Arbeit.

## Leben
Nach dem Abitur an der „Vyturio“-Mittelschule in Dainava absolvierte Gintarė Skaistė 2010 das Bachelorstudium der Wirtschaft an der Kauno technologijos universitetas. Bei diesem Studium nahm am Austauschprogramm an der Universität Carlos III in Madrid  tein. 2011 absolvierte die das Masterstudium an der Mykolo Romerio universitetas (MRU) in Vilnius. 2013 bildete Gintarė Skaistė sich weiter an der Universität Zypern und 2014 an der Universität A Coruña in Spanien. 2016 promovierte sie in Wirtschaftswissenschaft an der MRU. 
Gintarė Skaistė arbeitete als Experte des Litauischen Instituts für Sozialmarktentwicklung und Handelsleiterin bei UAB Tesuma, einem Unternehmen, das von ihrem Bruder geleitet wird. Von Dezember 2020 bis Dezember 2024 leitete sie als Ministerin das Finanzministerium Litauens im Kabinett Šimonytė, geleitet von Ingrida Šimonytė. Von 2007 bis 2016 war Skaistė Mitglied im Rat der Stadtgemeinde Kaunas. Dort leitete sie die Fraktion der Tėvynės sąjunga. 
Von 2004 bis 2008 war Skaistė Mitglied von Jaunųjų konservatorių lyga. Dort leitete sie die Sektion Vilnius. Seit 2010 ist sie Mitglied von Lietuvos šaulių sąjunga. Sie war Mitglied im Basketballverein BC "Žaliasis Ąžuolynas" in Žaliakalnis, Kaunas.

## Familie
Gintarė Skaistė ist verheiratet. Mit ihrem Mann Audrius Skaistis hat sie zwei Kinder.